# Válka proudů

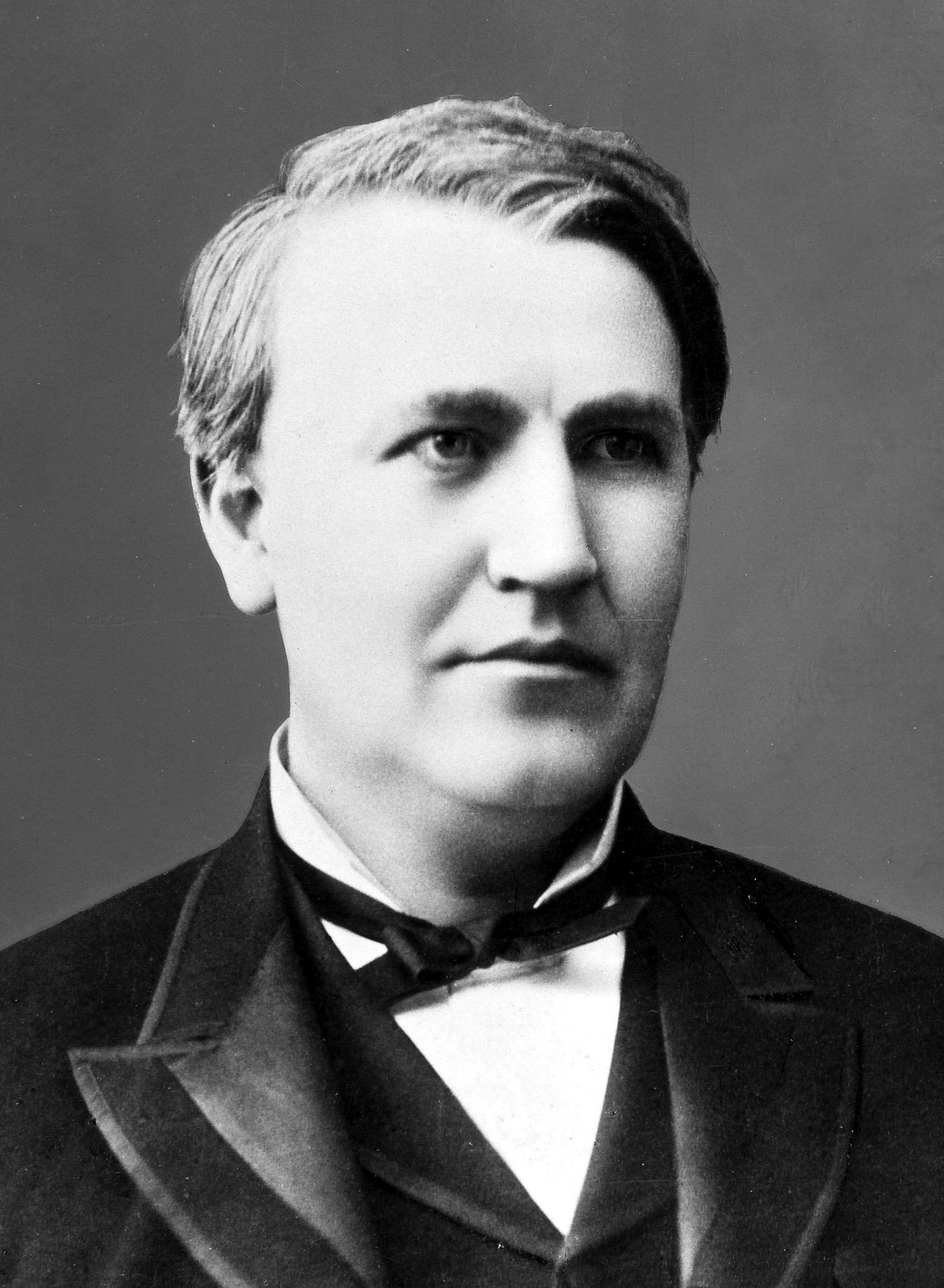
Americký vynálezce a obchodník Thomas Alva Edison zřídil roku 1882 první komerční elektrický distribuční systém, založený na stejnosměrném proudu.

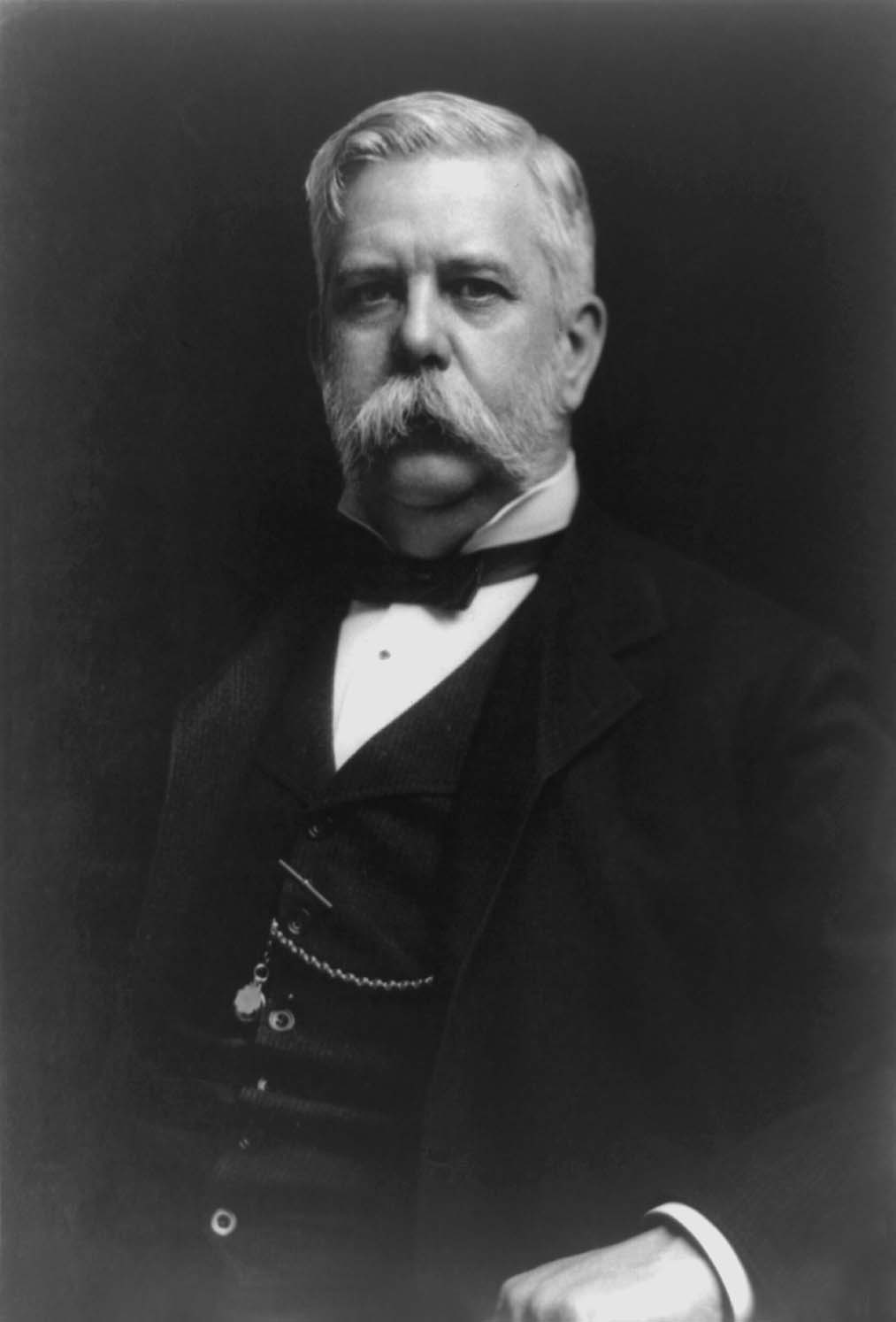
Americký podnikatel a inženýr George Westinghouse v roce 1886 představil konkurenční distribuční systém využívající střídavého proudu.

Válka proudů byl obchodní konflikt a technologický spor, který se odehrával ve Spojených státech amerických koncem 80. a začátkem 90. let 19. století. Šlo v něm o to, zda se standardem pro distribuci elektrické energie stane stejnosměrný nebo střídavý proud. Hlavními aktéry byly společnosti Edison Electric Light Company a Westinghouse; Edison prosazoval stejnosměrný proud, Westinghouse střídavý. Třemi nejviditelnějšími aspekty sporu byly ostrý konkurenční boj, řada smrtelných úrazů způsobených rozvody střídavého proudu a zákulisní manévry spojené se zaváděním elektrického křesla.
Koncem 70. let se šířily venkovní osvětlovací systémy založené na elektrickém oblouku (většinou využívající střídavý proud o vysokém napětí). V roce 1882 začal Thomas Alva Edison instalovat systémy stejnosměrného proudu o nízkém napětí, které měly v domácnostech nahradit plynové a petrolejové osvětlení. George Westinghouse začal v roce 1886 budovat systém založený na střídavém proudu, který díky transformátoru mohl měnit napětí přenášeného proudu; díky tomu mohly dálkové přenosy proudu využívat nízký proud a vysoké napětí, což bylo efektivnější a levnější řešení, než jaké umožňoval Edisonův systém. Používání střídavého proudu se rychle rozšiřovalo a přibývalo i firem, které jej poskytovaly. Na počátku roku 1888 Edisonova společnost prohlásila, že systémy střídavého proudu jsou nebezpečné a celkově horší než Edisonem patentovaný systém stejnosměrného proudu.
Na jaře 1888 vzbudila rozruch řada smrtelných úrazů způsobených střídavými rozvody o vysokém napětí zavěšenými na sloupech. Tyto nehody byly připisovány chamtivosti a bezohlednosti místních osvětlovacích společností. V červnu téhož roku začal elektrotechnik Harold P. Brown veřejně bojovat proti střídavému proudu. Prohlašoval, že osvětlovací firmy, které využívají střídavý proud, ohrožují veřejnost tím, že provozují rozvodné sítě o vysokém napětí a nedbají na bezpečnost. Brownova kampaň okamžitě přitáhla zájem i pomoc Edisona a jeho společnosti. Edison spolupracoval s Brownem na pořádání veřejných demonstrací, na nichž byla střídavým elektrickým proudem zabíjena různá zvířata. Cílem bylo dokázat Brownovo tvrzení, že střídavý proud je nebezpečnější než stejnosměrný.
Dokumenty z tohoto období naznačují, že mezi Edisonovou společností a Brownem vznikla tajná dohoda. Edison podporoval Browna v jeho snaze prosadit předpisy, které by regulovaly sítě střídavého proudu a omezovaly jejich napětí do té míry, že by se staly neschopnými konkurence. Edison také poskytoval technickou pomoc při Brownových zkouškách, jejichž cílem bylo prokázat, že střídavý proud se hodí k napájení nového vynálezu – elektrického křesla. Ve spolupráci Edisona, Browna a Thomson-Houston Electric Company (Westinghousova hlavního konkurenta na trhu střídavých technologií) byl k tomuto účelu opatřen Westinghousův generátor.
Konkurenční boj, cenové podbízení a právní spory vyčerpávaly finance firem; po období konkurence následovalo období průmyslové konsolidace. K roku 1890 někdejších patnáct hlavních elektrických společností splynulo do tří. Byly to Edisonova (dále Edison General Electric), Thomson-Houston Electric Company a Westinghouse Electric Company. Na počátku 90. let dvě posledně jmenované firmy v ziscích daleko překonávaly Edisonovu společnost. Thomas Edison nakonec odešel z firmy, kterou kdysi založil, i z oboru podnikání s elektřinou. Edison General Electric začala do svého portfolia přidávat technologii střídavého proudu. Její válka proti střídavému proudu definitivně skončila roku 1892, kdy se spojila se svým největším konkurentem, společností Thomson-Houston, a vypustila ze svého názvu Edisonovo jméno. Kontrolu nad novou společností získali manažeři Thomson-Houston. Výsledkem této fúze bylo uskupení, která kontrolovalo tři čtvrtiny amerického trhu s elektřinou. V roce 1893 Westinghousova společnost získala nabídku na dodávku elektrické energie pro Světovou výstavu v Chicagu a v témže roce vyhrála kontrakt na stavbu elektrárny u Niagarských vodopádů. Westinghousův náskok v oboru se ale rychle zmenšoval a o pozdější zakázky se dělil s General Electric.
Nižší náklady na distribuci nakonec rozhodly spor ve prospěch střídavého proudu, i když v některých městských oblastech přetrvaly stejnosměrné systémy po celé 20. století. Stejnosměrné napájení je stále běžné, jde-li o přenos elektřiny na malé vzdálenosti, a používá se ve všech moderních elektronických zařízeních. Nové využití stejnosměrného proudu pro dálkové přenosy představuje technologie stejnosměrných vedení vysokého napětí.

## Pozadí

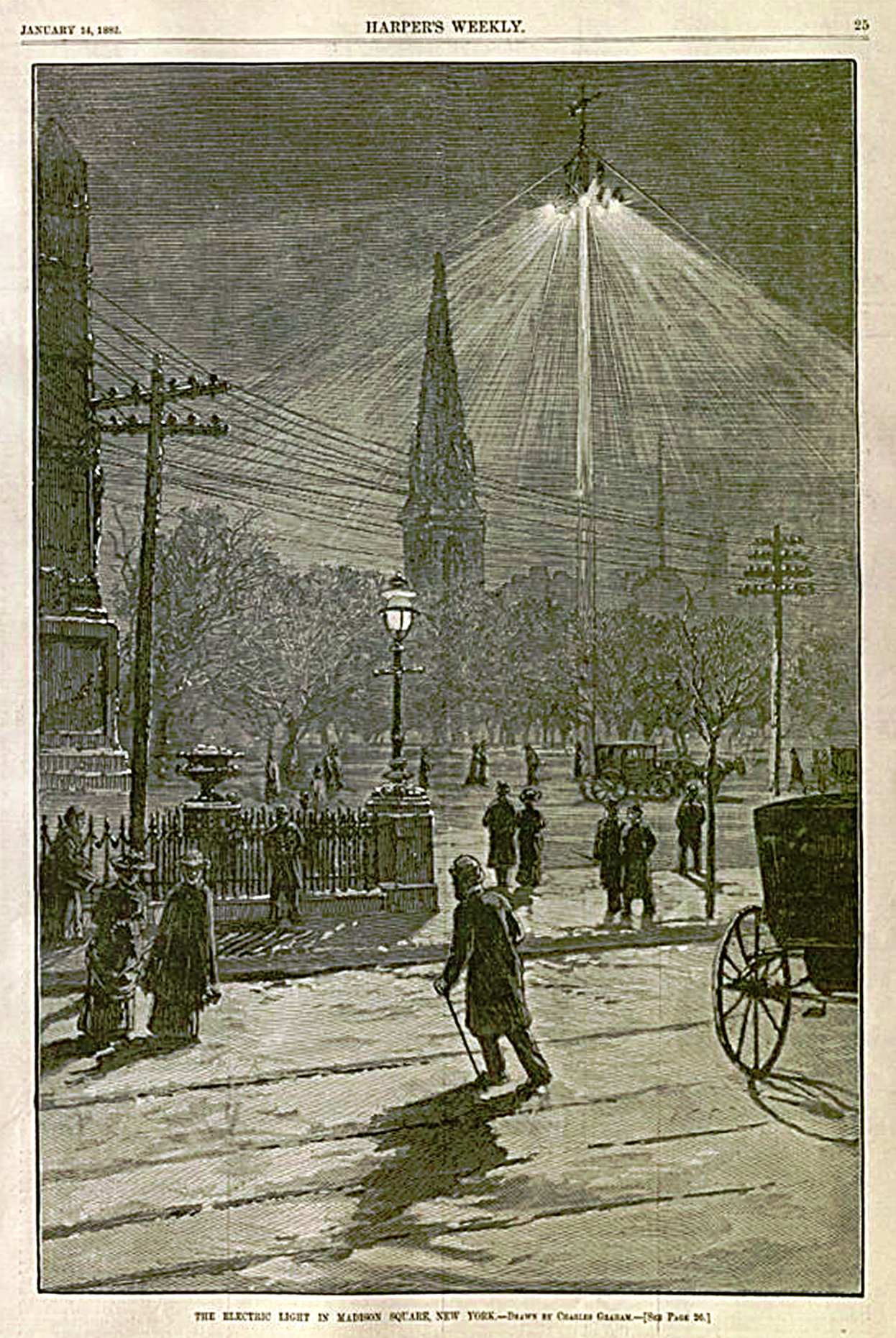
Obloukové osvětlení (zde v New Yorku roku 1882) bylo velmi jasné a bylo používáno pouze venku nebo ve velkých místnostech, kde mohlo být umístěno tak vysoko, aby neoslňovalo.

Válka proudů vznikla ve Spojených státech amerických v důsledku rozvoje dvou typů osvětlovacích systémů: obloukových lamp (obvykle napájených střídavým proudem) a žárovek (obvykle napájených stejnosměrným proudem). Oba systémy konkurovaly plynovému osvětlení. Systémy obloukového osvětlení osvětlovaly velké plochy a ulice, žárovky se používaly v obchodech a bytech.

### Obloukové lampy
Prvním široce používaným zdrojem elektrického světla byla oblouková lampa. Tyto lampy byly známy po většinu 19. století, ale až koncem 70. let začaly být ve velkém měřítku instalovány ve městech v sítích napájených ústředními elektrárnami. Světlo vydávané obloukovými lampami bylo velmi intenzivní a dokázalo osvětlit celé ulice, továrny, loděnice nebo interiéry velkých budov. Lampy vyžadovaly vysoké napětí (nad 3000 voltů) a některé typy běžely lépe na střídavý proud (stejnosměrný proud totiž opotřebovával jednu z elektrod více než druhou). Výzkum střídavého proudu již nějakou dobu probíhal v Evropě a byl spojen se jmény Guillaume Duchenne, Zénobe Gramme, Ganz, Sebastian Ziani de Ferranti, Lucien Gaulard a Galileo Ferraris. Díky vysokému napětí mohly ústřední elektrárny napájet velké oblasti, a to pomocí elektrických okruhů o délce až 7 mil (11 km). V roce 1880 byly v několika amerických městech vybudovány rozsáhlé systémy obloukového osvětlení. Mezi nimi byla ústřední stanice zřízená v prosinci 1880 firmou Brush Electric Company, která napájela úsek obloukového osvětlení o délce 2 míle (3,2 km) na Broadway v New Yorku napětím 3500 voltů. Obloukové osvětlení mělo své nevýhody: vyžadovalo častou údržbu, bzučelo, blikalo, představovalo nebezpečí požáru a manipulace s vodiči o vysokém napětí byla nebezpečná; v důsledku toho se hodilo pouze pro venkovní osvětlení.

### Edison Illuminating Company

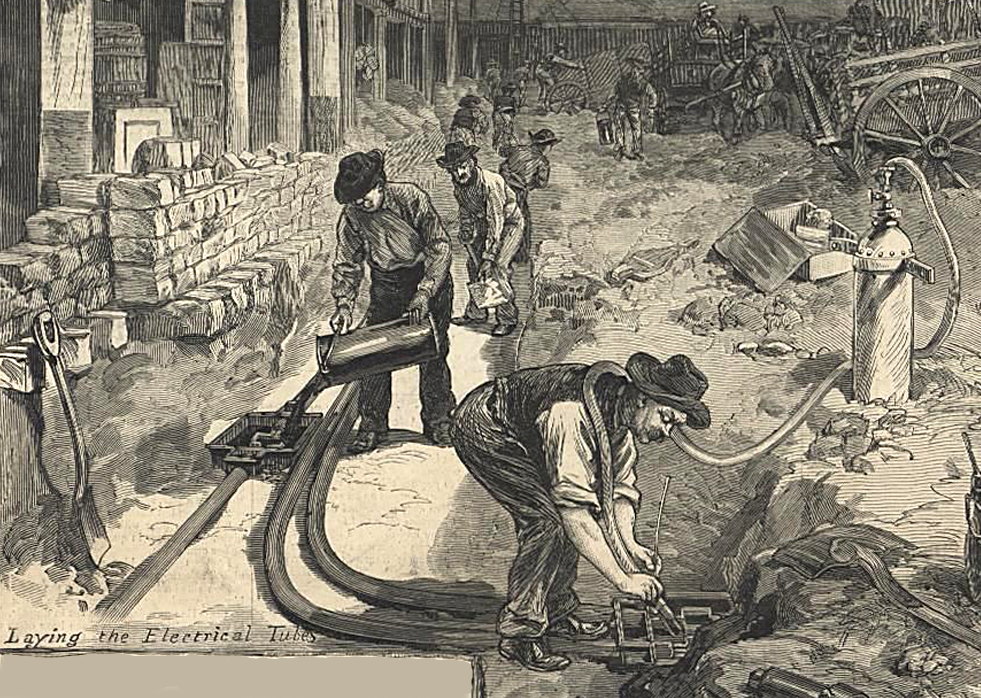
Dělníci ukládají Edisonovo vedení stejnosměrného proudu pod ulice New Yorku v roce 1882. Díky tomuto nákladnějšímu postupu Edison získával na svou stranu veřejné mínění poté, co zavěšené vodiče vysokého napětí způsobily několik smrtelných úrazů.

V roce 1878 vynálezce Thomas Edison předvídal trh pro systém, který by mohl přinést elektrické osvětlení přímo do obchodů nebo domácností, což byla nika, kterou oblouková svítidla nepokrývala. Společnost Edison Illuminating Company byla založena roku 1880 a o dva roky později uvedla do provozu svou první elektrárnu na Pearl Street na Manhattanu. Edison chtěl soutěžit s tehdy běžným plynovým osvětlením. Používal stejnosměrný proud o poměrně nízkém napětí 110 voltů a žárovku s odporovým vláknem, kterou pro systém vynalezl. Edison chtěl svůj stejnosměrný systém prodávat městům ve Spojených státech s vyhlídkou, že se stane standardem a Edison by pak ovládal jeho další rozvoj a držel všechny klíčové patenty.
Stejnosměrný proud dobře fungoval se žárovkami, které v té době měly na spotřebě elektřiny největší podíl. Stejnosměrné systémy mohly být přímo použity s akumulátory, které poskytovaly důležité vyrovnávání zatížení i záložní napájení při přerušení provozu generátoru. Generátory stejnosměrného proudu mohly být snadno paralelizovány, což jednak umožňovalo hospodárný provoz (v období nízké zátěže běželo méně generátorů), jednak zlepšovalo spolehlivost. Edison vynalezl i elektroměr, který umožnil účtovat zákazníkům poplatky za energie podle skutečné spotřeby; tento přístroj ovšem pracoval pouze se stejnosměrným proudem. Stejnosměrný proud také pracoval dobře s elektrickými motory a tuto komparativní výhodu si udržel po celá 80. léta.
Hlavní nevýhodou Edisonova systému stejnosměrného proudu bylo, že od výroby až na místo spotřeby používal napětí 110 voltů, což mu dávalo relativně malý dosah. Měď používaná na vodiče byla drahá a větší dosah vodiče byl možný jen za cenu jeho zesílení. Proto elektrárny dodávaly proud jen do vzdálenosti okolo jedné míle (některé zdroje uvádějí půl míle) a musely být umístěny ve středu hustě obydlených oblastí.

### Vývoj transformátoru

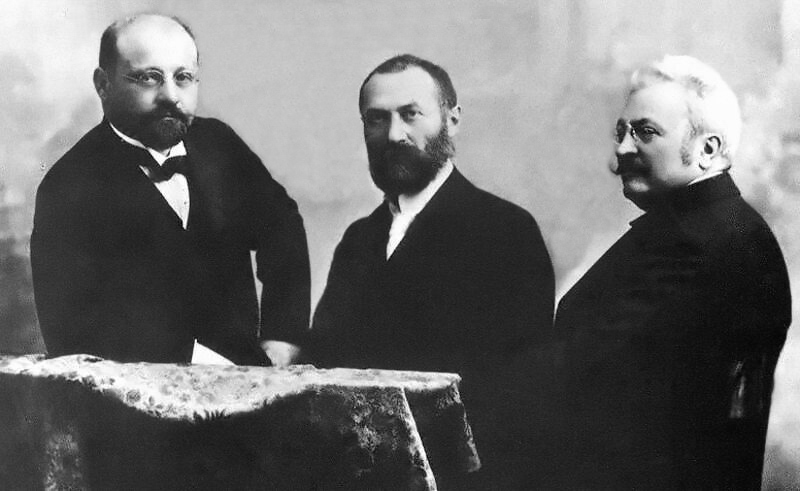
Trojice „ZBD“ (Károly Zipernowsky, Ottó Bláthy, Miksa Déri)

Počátkem 80. let střídavý proud získal klíčovou výhodu nad stejnosměrným proudem díky vynálezu prakticky použitelného transformátoru, který umožňoval převést napětí na mnohem vyšší přenosové napětí a pak je opět snížit pro použití v obchodech a bytech. Princip přenosu energie mezi elektrickými obvody pomocí indukční cívky byl znám již asi 40 let; Pavel Jabločkov jej použil ve svém systému osvětlení v roce 1876 a Lucien Gaulard a John Dixon Gibbs pomocí tohoto principu vytvořili v roce 1882 transformátor snižující napětí, ale toto řešení bylo málo efektivní. Prototyp transformátoru o vysoké účinnosti s uzavřeným jádrem postavil maďarský triumvirát „ZBD“ (Károly Zipernowsky, Ottó Bláthy a Miksa Déri) ve firmě Ganz v roce 1884. Nové transformátory od ZBD byly 3,4× efektivnější než zařízení s otevřeným jádrem, které používali Gaulard a Gibbs. Dnes používané transformátory jsou navrhovány na základě zásad, které stanovili tito tři inženýři.
Mezi jejich patenty byla i další významná inovace: použili pro distribuci elektrické energie paralelní zapojení (místo sériového). Ottó Bláthy také vynalezl první elektroměr pro střídavý proud. Prestiž tohoto typu střídavé technologie se zvýšila poté, co firma Ganz v roce 1886 elektrifikovala Řím.

### Westinghouse vstupuje na trh se střídavým proudem

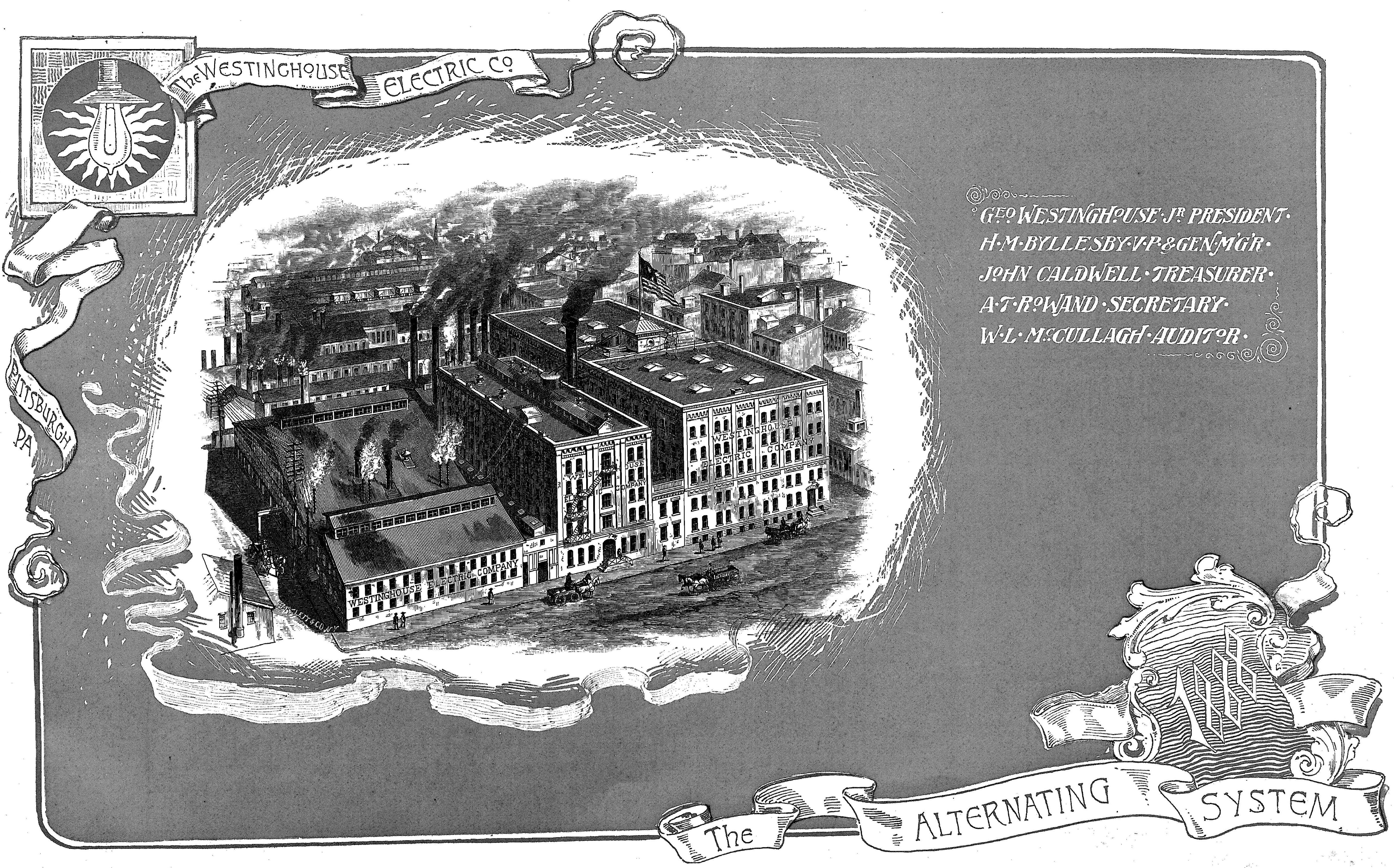
Katalog Westinghouse Electric Company z roku 1888, reklama na „střídavý systém“

Vynálezce a podnikatel George Westinghouse vstoupil na trh s elektrickým osvětlením v roce 1884, kdy začal rozvíjet stejnosměrný systém a najal k práci na něm fyzika a vynálezce Williama Stanleye. V roce 1885 se Westinghouse v britském technickém věstníku Inženýrství (Engineering) dočetl o nových evropských střídavých systémech založených na transformátoru. Uvědomil si, že střídavý proud v kombinaci s transformátory umožní docílit větších úspor z rozsahu (díky vysokému přenosovému napětí a velkým ústředním elektrárnám). Viděl v tom cestu k vytvoření skutečně konkurenceschopného systému – místo toho, aby budoval jen další stejnosměrný systém založený na patentech, které by se musely lišit od těch Edisonových, aby obstály v případných soudních sporech. Edisonův systém stejnosměrných elektráren s jejich krátkým dosahem také znamenal, že existovala mozaika míst, kam Edison elektřinu nedodával a která Westinghouse mohl svým střídavým proudem snadno obsloužit.

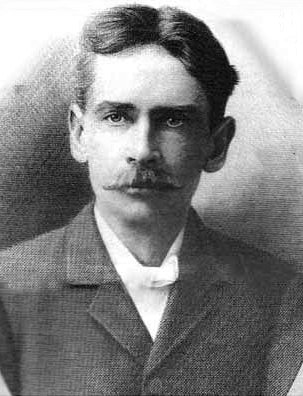
William Stanley vyvinul pro Westinghouse první praktický střídavý transformátor a pomohl postavit první střídavé systémy

Westinghouse koupil americké licence k patentům na Gaulardův-Gibbsův transformátor a několik těchto zařízení dovezl spolu se Siemensovými střídavými generátory, aby mohl zahájit pokusy se střídavým systémem osvětlení v Pittsburghu. William Stanley vyvinul první prakticky použitelné transformátory na základě návrhů Gaularda a Gibbse a skupiny ZBD. Na počátku roku 1886 byla založena společnost Westinghouse Electric Company. V březnu 1886 Stanley s Westinghousovou podporou nainstaloval první vícenapěťový střídavý systém, napájející demonstrační žárovkové osvětlení v Great Barrington v Massachusetts. Po jeho rozšíření mohlo být osvětleno 23 obchodů na hlavní ulici na vzdálenost 4000 stop s velmi malou ztrátu výkonu; systém používal transformátory, které převáděly přenosové napětí 500 voltů na 100 voltů pro napájení žárovek u spotřebitelů. Na podzim roku 1886 Westinghouse, Stanley a Oliver B. Shallenberger vybudovali první komerční napájecí systém v USA v Buffalu ve státě New York.

### Šíření střídavého proudu
Ke konci roku měl 1887 Westinghouse 68 střídavých elektráren proti Edisonovým 121 stejnosměrným. Další konkurent nabízející systémy na bázi střídavého i stejnosměrného proudu, Thomson-Houston Electric Company se sídlem v Lynn v Massachusetts, měl 22 elektráren. Společnost Thomson-Houston rozšiřovala své podnikání a zároveň se snažila vyhnout patentovým konfliktům s Westinghousem, proto s ním uzavírala dohody o rozdělení území, platila licence za používání Stanleyova transformátoru a umožnila Westinghousovi využít svůj patent na žárovku typu Sawyer-Man. Vedle firem Thomson-Houston a Brush tu byli další konkurenti, zejména United States Illuminating Company a Waterhouse Electric Light Company. Všechny firmy měly vlastní elektrické napájecí systémy, obloukové osvětlovací soustavy a dokonce i vzory žárovek pro domácí osvětlení, což vedlo k neustálým soudním sporům a patentovým bitvám.

### Obavy obezpečnost

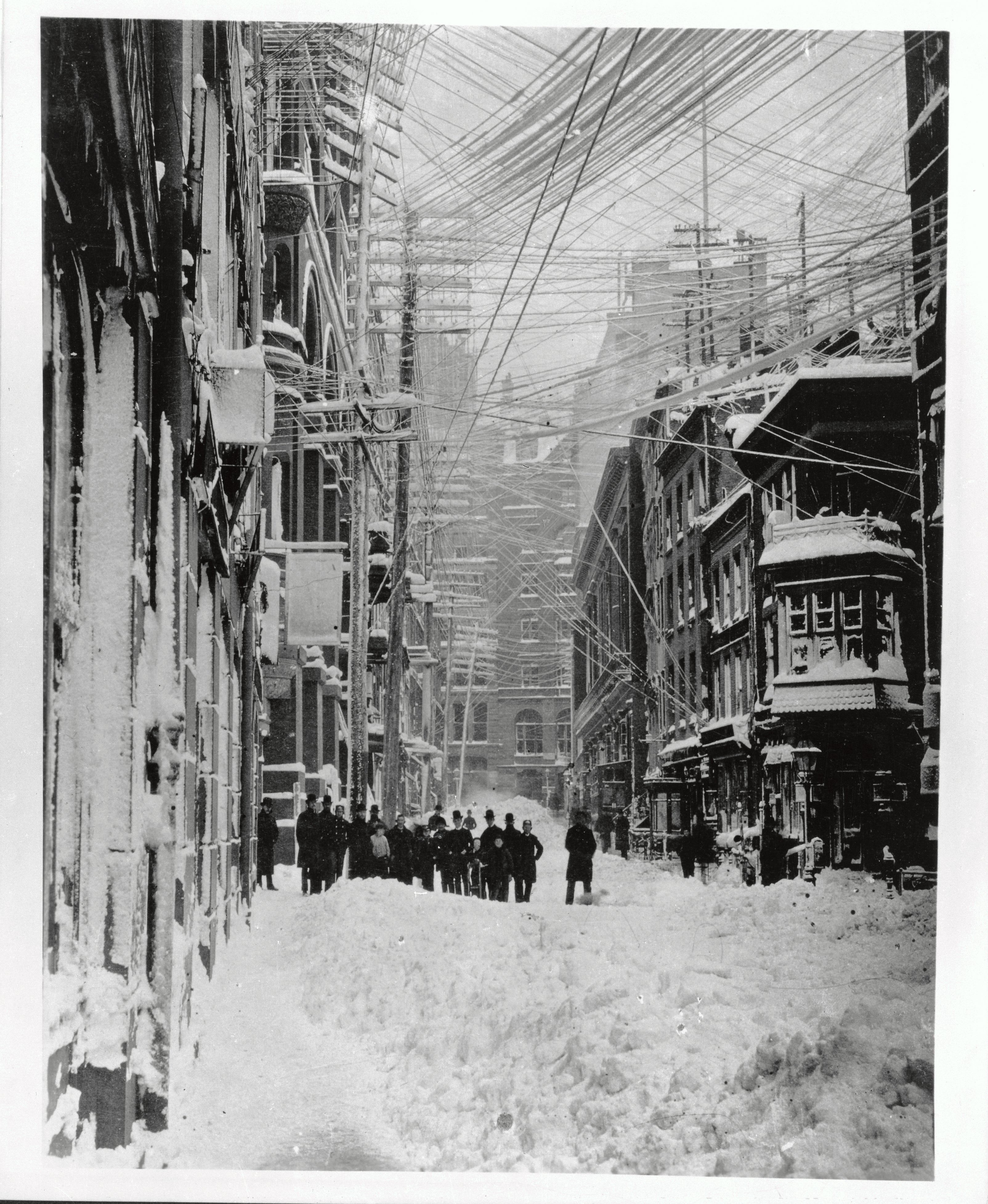
Nesčetná telefonní, telegrafní a elektrická vedení nad ulicemi New Yorku. Foto z Velké vánice v roce 1888.

Elihu Thomson ze společnosti Thomson-Houston byl znepokojen chabou bezpečností střídavých rozvodů a vložil hodně úsilí do vývoje bleskojistky pro vedení vysokého napětí a také elektromagnetické přepěťové ochrany, což byla komponenta, kterou Westinghousův systém postrádal. Thomson se také obával o to, co se stane s rozvodnými systémy poté, co je předá zákazníkovi; zákazníci totiž často zapojovali více generátorů a spotřebičů, než bylo bezpečné. Domníval se též, že použití střídavého proudu pro osvětlení v obytných domech by bylo příliš nebezpečné a přiměl společnost držet se v této oblasti zpátky do doby, než bude vyvinut bezpečnější transformátor.
Vzhledem k nebezpečí, jež představovala vysokonapěťová elektrické vedení, většina evropských měst (a též americké Chicago) stanovila, že mají být uložena pod zemí. Město New York to nevyžadovalo a jeho předpisy byly celkově benevolentní, takže koncem roku 1887 se na Manhattanu proplétaly svazky drátů pro telefon, telegraf, požární a zabezpečovací signalizaci s nahodile zavěšenými vodiči pro osvětlení, které měly napětí až 6000 voltů. Izolace elektrických vedení byla primitivní (jeden elektrikář se vyjádřil, že má stejnou hodnotu „jako hadr nasáklý melasou“) a počasí ji dále narušovalo. Třetina vodičů byla prostě opuštěna, když zanikly společnosti, kterým patřily, a jejich stav se pomalu zhoršoval, což vedlo k poškození a zkratům dalších linek. Kromě toho, že sítě drátů v ulicích byly ohavné, Newyorčany také rozladilo, když velká sněhová bouře v březnu 1888 strhla velký počet linek, což vedlo k výpadku služeb. To vyvolalo myšlenku, aby se elektrická vedení přestěhovala do podzemí, ale společnost Western Union dosáhla zastavení tohoto procesu pomocí soudního příkazu. Legislativním procesem pomalu procházely právní předpisy, které by požadovaly do 90 dnů přemístit všechny vodiče do podzemních potrubí, ale proti nim zase bojovala u soudu firma United States Illuminating Company, která tvrdila, že její střídavé linky jsou naprosto bezpečné.

### Edisonův odpor proti střídavé technologii
Situace Edisonovy společnosti se zhoršovala. Střídavé systémy postupně obsazovaly území, kde doposud dominovaly systémy stejnosměrné. Cena mědi vlivem vyšší poptávky a spekulací vzrostla, což Edisona postihlo více, protože jeho systémy vyžadovaly mnohem tlustší vodiče. Edisonovi obchodní zástupci prohrávali výběrová řízení, protože města dávala přednost levnějším střídavým systémům a Edward Hibberd Johnson, prezident společnosti Edison Electric Illuminating Company, poukázal na to, že pokud společnost zůstane výhradně u stejnosměrných systémů, bude ztrácet v konkurenčním boji v malých městech a dokonce i ve městech středně velkých. Společnost Edison Electric měla patentovou opci na transformátor ZBD, důvěrná firemní zpráva doporučovala, aby společnost přijala střídavou technologii a Edisonovi spolupracovníci a inženýři se jej snažili přemluvit, ale Edison zůstával neoblomný.
Poté, co Westinghouse instaloval svůj první velký systém, Edison napsal v listopadu 1886 v soukromém dopise Edwardu Johnsonovi: „Je jako smrt jisté, že Westinghouse zabije zákazníka do šesti měsíců od chvíle, co uvede do provozu systém jakékoliv velikosti; věc, kterou má, je nová a bude vyžadovat hodně experimentů, aby fungovala v praxi.“ Edison se zřejmě domníval, že velmi vysoké napětí používané ve střídavých systémech je příliš nebezpečné a že bude trvat mnoho let, než bude vyvinut bezpečný a funkční systém. Edisonovými prioritami byly bezpečnost a snaha vyhnout se špatné publicitě, která by byla důsledkem zabití zákazníka. Obával se, že smrt způsobená chybně nainstalovaným systémem by byla ranou pro elektroenergetický průmysl jako celek.
Edison podle všeho střídavé technologii rozuměl. Poukazoval na její nedostatky (ztráty v transformátorech, problémy s izolací), které jej (spolu s kapitálovými náklady na financování velice rozsáhlých elektráren) vedly k přesvědčení, že střídavá technologie přinese jen velmi malé úspory nákladů. Edison byl toho názoru, že jeho systém je lepší (byl si jist, že veřejnost to nakonec uzná) a že jiné společnosti používají méněcennou střídavou technologii proto, aby obešly jeho stejnosměrné patenty.
V únoru 1888 Edward Johnson, prezident Edison Electric, vydal pamflet Varování od Edison Electric Light Company a rozeslal jej novinám a společnostem, které koupily nebo plánovaly koupit elektrické zařízení od Edisonových konkurentů, přičemž prohlašoval, že konkurenti porušují práva k Edisonově žárovce a k dalším patentům. Varoval potenciální kupce, že by se v případném patentovém sporu mohli ocitnout mezi poraženými. Pamflet též zdůrazňoval bezpečnost a účinnost stejnosměrného proudu, uváděl, že dosud nezpůsobil ani jednu smrt, a přetiskoval novinové články o úmrtí při nehodách způsobených střídavým proudem.

### Poprava elektřinou

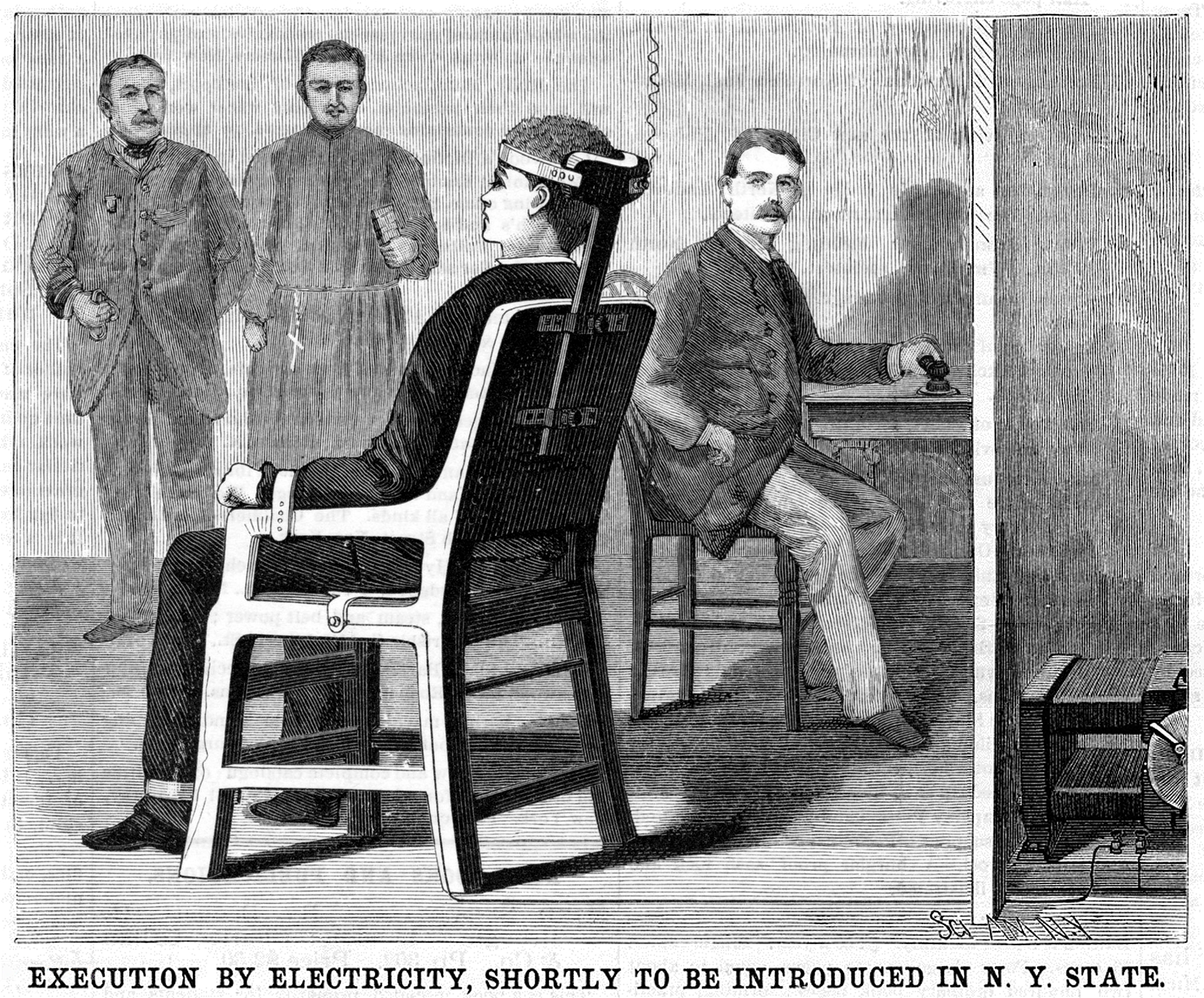
Ilustrace z časopisu Scientific American z 30. června 1888 ukazuje pravděpodobnou podobu rané verze elektrického křesla

S rozšířením obloukových osvětlovacích systémů se začaly v novinách objevovat články popisující smrtelné úrazy, které obvykle postihovaly neopatrné montéry. Zdálo se, že elektrický proud oběť okamžitě usmrtí. V roce 1881 jedna z podobných nehod, při které opilý muž zemřel poté, co se dotkl kontaktů elektrického generátoru v Buffalu, přiměla místního zubaře Alfreda P. Southwicka hledat pro tento zvláštní jev využití. Spojil se s místním lékařem Georgem Fellem a hlavou ASPCA (Americké společnosti pro prevenci krutosti ke zvířatům) v Buffalu a poté, co zabil stovky psů, aby mohl určit napětí a způsob přivedení proudu, přišel s metodou usmrcování zvířat pomocí elektřiny. Články o metodě publikoval v letech 1882 a 1883; podle Southwicka tato metoda mohla být použita jako náhrada za popravu oběšením za použití zádržného systému podobného zubařskému křeslu, který se pak stal známý jako elektrické křeslo. To upoutalo pozornost politiků státu New York, kteří po sérii špatně provedených poprav zoufale hledali alternativu k oběšení. Guvernér New Yorku David B. Hill ustavil v roce 1886 tříčlennou komisi pro trest smrti, v jejímž čele stál reformátor Elbridge Thomas Gerry a jejímiž členy byli Southwick a newyorský právník a politik Matthew Hale, a pověřil ji úkolem najít způsob popravy, který by nebyl vnímán jako „krutý a neobvyklý trest“. V roce 1888 komise doporučila popravu elektřinou pomocí Southwickova elektrického křesla; návrh zákona byl schválen zákonodárcem a podepsán guvernérem Hillem dne 4. června 1888 s účinností od 1. ledna 1889.
Brzy se objevily náznaky, že se debata o nové formě popravy proplete s válkou proudů. V rámci svých šetření komise rozeslala dotazníky stovkám odborníků z oblasti práva a medicíny. Členové komise kontaktovali také elektrotechniky, včetně Elihu Thomsona a Thomase Edisona. Na konci roku 1887 Southwick jako člen komise kontaktoval Edisona; ten uvedl, že je proti trestu smrti a nechce mít s věcí nic společného. Po dalších dotazech Edison uvedl v prosinci 1887 v dopisu Southwickovi, že by bylo nejlepší použít proud generovaný „‚střídavými stroji‘, které v této zemi vyrábí hlavně Geo. Westinghouse“. To lze považovat za první výstřel ve válce proudů. Brzy po přijetí zákona o popravě elektřinou se newyorský vládní úředník Edisona zeptal, jak by se nová forma popravy měla nejlépe provádět. Edison ironicky odpověděl: „Zaměstnejte své zločince jako montéry u newyorských elektrických osvětlovacích společností.“

## Kampaň proti střídavému proudu
Série smrtelných úrazů v New Yorku na jaře 1888 vyvolala mediální paniku zaměřenou proti „smrtícímu proudu“ („deadly arc-lighting current“) a proti společnostem, které střídavý proud používaly. Mezi oběťmi byl patnáctiletý chlapec, kterého 15. dubna zabila přerušená telegrafní linka, které se dotkl střídavý vodič z linky United States Illuminating Company (přetržený o měsíc dříve během Velké vánice), úředník zabitý o dva týdny později střídavým vedením a montér Brush Electric Company, kterého v květnu zabil střídavý vodič, který měl za úkol odpojit. Newyorský tisk přešel skoro přes noc od článků porovnávajících elektrické a plynové osvětlení k incidentům typu „smrt po drátě“, přičemž každá nová zpráva posilovala odpor veřejnosti proti střídavému proudu o vysokém napětí a nebezpečné spleti elektrických vodičů ve městě.

### Tažení Harolda Browna

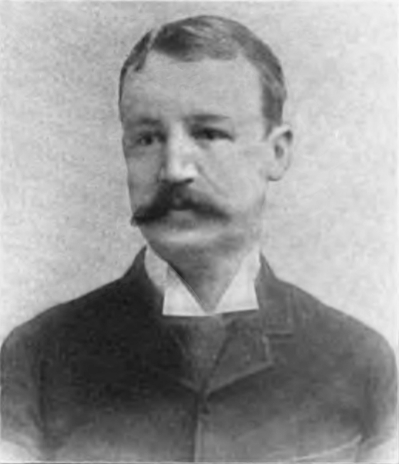
Elektrotechnik Harold Pitney Brown vstoupil na scénu v červnu 1888 jako bojovník proti střídavému proudu

Inženýr Harold P. Brown, o němž v té době nebylo známo, že by měl nějaký vztah k Edisonově firmě, odeslal 5. června 1888 šéfredaktorovi listu New York Post dopis, v němž tvrdil, že kořenem problému je sám střídavý proud, který je ze své podstaty nebezpečný a „zavrženíhodný“ a ptal se, proč se „musí veřejnost podrobovat neustálému nebezpečí náhlého úmrtí“ jen proto, aby rozvodné firmy ušetřily.
V době začátku útoků na střídavou technologii se Westinghouse v dopisu Edisonovi ze 7. června 1888 snažil uklidnit situaci, zval Edisona, aby jej navštívil v Pittsburghu a napsal mu:
„Věřím, že někteří lidé se systematicky pokoušejí udělat spoustu škody a způsobit co největší možný rozkol mezi Edison Company a Westinghouse Electric Co., kde by přitom měl panovat zcela odlišný stav věcí.“
Edison mu poděkoval, ale schůzku odmítl s tím, že „práce v laboratoři spotřebovává veškerý můj čas.“
Brown 8. června osobně lobboval před Newyorskou radou pro regulaci elektřiny (New York Board of Electrical Control), žádal, aby jeho dopis novinám byl zapsán do protokolu schůze a požadoval přísné předpisy pro střídavý proud včetně omezení napětí na 300 voltů, což byla hodnota, která by učinila střídavý proud pro přenos téměř nepoužitelný. V novinových článcích a v dopisech Radě bylo sneseno k Brownovým tvrzením mnoho protiargumentů, poukazujících, že nebyl uveden žádný vědecký důkaz, že by střídavý proud byl nebezpečnější než stejnosměrný. Westinghouse poukázal v dopisech různých novinách na počet požárů způsobených stejnosměrnými zařízeními a také uvedl, že Brown je zřejmě řízen Edisonem, což ale Brown vytrvale popíral.
Červencové vydání časopisu The Electrical Journal popisovalo Brownovo vystoupení před New York Board of Electrical Control a debaty v technických společnostech o přednostech stejnosměrného a střídavého proudu a poznamenávalo, že „tento týden se v New Yorku bojuje bitva proudů“.
Na schůzi Rady v červenci byly Brownovy názory a dokonce i jeho znalost elektřiny zpochybněny jinými inženýry, z nichž někteří pracovali pro Westinghouse. Na tomto zasedání zazněla opačná tvrzení, podkládaná neověřenými příběhy elektrotechniků o tom, jak přežili údery střídavého proudu o napětí až 1000 voltů a tvrzeními, že stejnosměrný proud je nebezpečnější než střídavý.

### Brownovy demonstrace
Brown, odhodlaný dokázat, že střídavý proud je mnohem nebezpečnější než stejnosměrný, v jisté chvíli kontaktoval Edisona, aby zjistil, zda by mohl využívat jeho zařízení ke svým experimentům. Edison ihned nabídl Brownovi pomoc, zapůjčil mu prostory a zařízení ve své laboratoři v West Orange v New Jersey a dal mu k dispozici svého laboratorního asistenta Arthura Kennellyho.
Brown platil místním dětem, aby mu přiváděly toulavé psy z ulice. Po dlouhém experimentování, při němž zabil mnoho psů, Brown 30. července v přednáškové místnosti na Columbia College uspořádal veřejnou demonstraci. Mnozí účastníci hlasitě žádalo, aby demonstraci zastavil, jiní odcházeli. Brown udělil psu v kleci několik šoků s rostoucí úrovní stejnosměrného napětí až 1000 voltů, které pes přežil. Brown pak aplikoval 330 voltů střídavého proudu, který psa zabil. O čtyři dny později uspořádal druhou demonstraci, aby odpověděl na výtky kritiků, že šoky stejnosměrným proudem pravděpodobně psa oslabily, a tentokrát zabil tři psy po sobě pomocí 300 voltů střídavého proudu. Brown napsal Columbia College, že si je jist, že jeho demonstrace přiměje New York Board of Electrical Control omezit napětí ve střídavých rozvodných sítích na 300 voltů. Brownova kampaň za omezení napětí nakonec neměla úspěch, i když zákon málem prošel v Ohiu a ve Virginii.

### Tajná dohoda sEdisonem
Zůstává nejasné, co přimělo Browna vstoupit do popředí debaty o proudech, ale historikové usuzují, že mezi firmou Edison a Brownem vznikl nějaký druh tajné dohody. Podle Edisonových záznamů se zdá, že to byl pokladník Edison Electric Light Francis S. Hastings, kdo přišel s nápadem využít Browna a několik newyorských lékařů k útoku na Westinghouse a jiné síťové společnosti v odvetu za to, co podle Hastingse byly neférové nabídky Westinghouse ve výběrových řízeních na osvětlení v Denveru a Minneapolis. Hastings seznámil Browna s Edisonem a byl s Brownem v trvalém kontaktu. Zdá se také, že Edison Electric platila vydání některých z Brownových publikací o nebezpečích střídavého proudu a sám Edison poslal radnici města Scranton v Pensylvánii dopis doporučující Browna jako odborníka na nebezpečí střídavého proudu. Některé z těchto tajných dohod byly odhaleny v dopisech, které byly ukradeny z Brownovy kanceláře a zveřejněny v srpnu 1889.

## Patenty a fúze

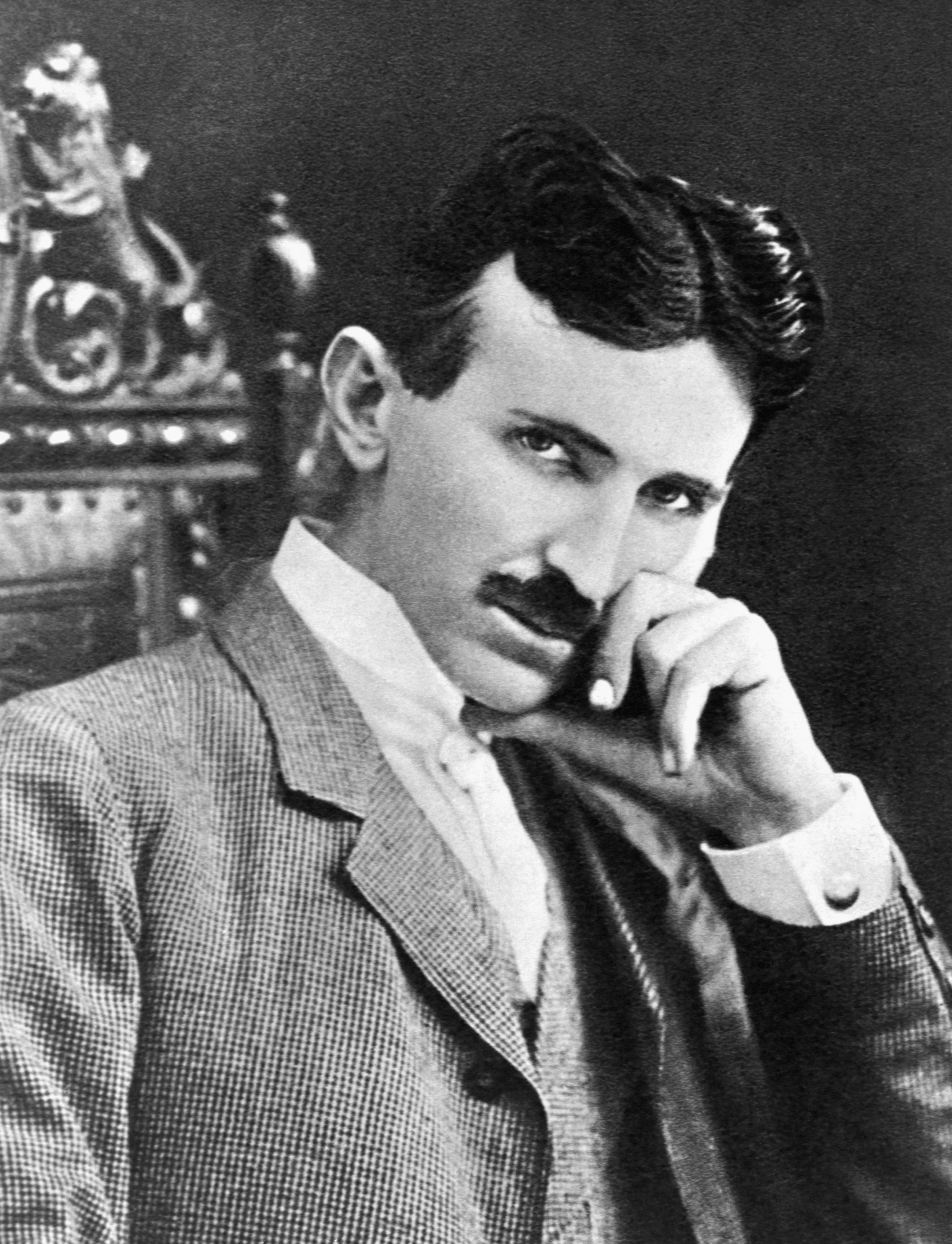
Patent Nikoly Tesly na asynchronní motor zakoupil Westinghouse v červenci 1888

Během tohoto období Westinghouse nadále vynakládal kapitál a technické zdroje s cílem vybudovat integrovaný systém střídavých technologií. Aby získal patenty k žárovkám typu Sawyer-Man, koupil v roce 1887 firmu Consolidated Electric Light. V roce 1888 koupil Waterhouse Electric Light Company a v roce 1890 United States Illuminating Company, čímž získal vlastní obloukové osvětlovací systémy a také kontrolu nad všemi hlavními žárovkovými patenty, které neovládal Edison. V dubnu 1888 Westinghousův inženýr Oliver B. Shallenberger vyvinul indukční měřič využívající točivé magnetické pole, což znamenalo, že společnost měla elektroměr pro střídavý proud. V červenci 1888 Westinghouse zaplatil značnou částku, aby získal licenci k Teslovým americkým patentům na vícefázový asynchronní motor a získal patentovou opci na indukční motor Galilea Ferrarise. Díky právům na prakticky použitelný motor na střídavý proud měl teď Westinghouse v rukou klíčový patent pro dobudování zcela integrovaného síťového systému, ale celkový nedostatek hotovosti, kterým společnost procházela v roce 1890, jej přinutil další rozvoj dočasně pozastavit. Získávání finančních prostředků pro kapitálově náročné podnikání se stávalo pro společnost vážnou obtíží a v roce 1890 se udál první z několika pokusů investora J. P. Morgana o převzetí Westinghouse Electric.
Firma Thomson-Houston i nadále expandovala a koupila sedm menších elektrických společností, včetně Brush Electric Company v roce 1889. V roce 1890 Thomson-Houston ovládal většinu obloukových osvětlovacích systémů v USA a měl sbírku vlastních amerických střídavých patentů. Několik transakcí mezi firmami Thomson-Houston a Westinghouse skončilo neúspěšně a v dubnu 1888 soud zamítl část Westinghouse původního Gaulardova-Gibbsova patentu s odůvodněním, že se vztahuje pouze na transformátory zapojené sériově.
S pomocí finančníka Henryho Villarda prošla řadou fúzí i skupina Edisonových firem: sloučily se Edison Lamp Company, výrobce žárovek ve východním Newarku v New Jersey; Edison Machine Works, výrobce dynam a velkých elektromotorů v Schenectady v New Yorku; Bergmann & Company, výrobce elektrických svítidel, zásuvek a jiných elektrických osvětlovacích zařízení; a Edison Electric Light Company, holdingová společnost vlastnící patenty a současně fungující jako finanční rameno zaštítěné J. P. Morganem a rodinou Vanderbiltů a financující Edisonovy experimenty. Nová společnost s názvem „Edison General Electric Company“ byla založena v lednu 1889 za asistence poradenských firem Drexel, Morgan & Co. a Grosvenor Lowrey a s Villardem jako prezidentem. Později byla do skupiny začleněna také Sprague Electric Railway & Motor Company.

## Vrchol války
Během podzimu 1888 eskalovala slovní bitva, v níž Brown obzvláště napadal Westinghouse. V listopadu Westinghouse zpochybnil Brownovo tvrzení, otištěné v časopisu Electrical Engineer, že Westinghousovy střídavé systémy způsobily třicet úmrtí. Časopis toto tvrzení prošetřil a zjistil, že Westinghousovým zařízením lze přičíst na vrub nanejvýš dvě úmrtí.

### Spojování střídavého proudu a Westinghouse selektrickým křeslem
Ačkoli trestní řád státu New York stanovil jako způsob popravy elektrické křeslo, neurčoval typ elektrického proudu, jeho intenzitu ani přesný způsob exekuce, protože tyto otázky nebyly ještě dostatečně prozkoumány. Newyorský spolek lékařů a právníků (New York Medico-Legal Society) dostal za úkol propracovat podrobnosti a na přelomu let 1888 a 1889 provedl sérii experimentů na zvířatech, jejichž účelem bylo otestovat hodnotu napětí, konstrukci a umístění elektrod a vodivost pokožky. Při těchto pokusech se radili s Haroldem Brownem. Tak pronikla agenda války proudů až do vývoje popravčího nástroje a do obecnější debaty o trestu smrti ve Spojených státech.
Poté, co Spolek ustavil v září 1888 příslušný výbor, předseda Frederick Peterson, který byl asistentem při Brownově veřejném zabíjení psů na Columbia College v červenci 1888, předložil výboru výsledky těchto experimentů. Někteří členové výboru zpochybňovali tvrzení, že střídavý proud usmrcuje účinněji než stejnosměrný, a zdůrazňovali, že Brownovy pokusy nebyly provedeny vědecky a týkaly se jen zvířat menších než člověk. Na schůzi v listopadu výbor doporučil napětí 3000 voltů, i když otázka, zda má být použit stejnosměrný nebo střídavý proud, rozřešena nebyla.

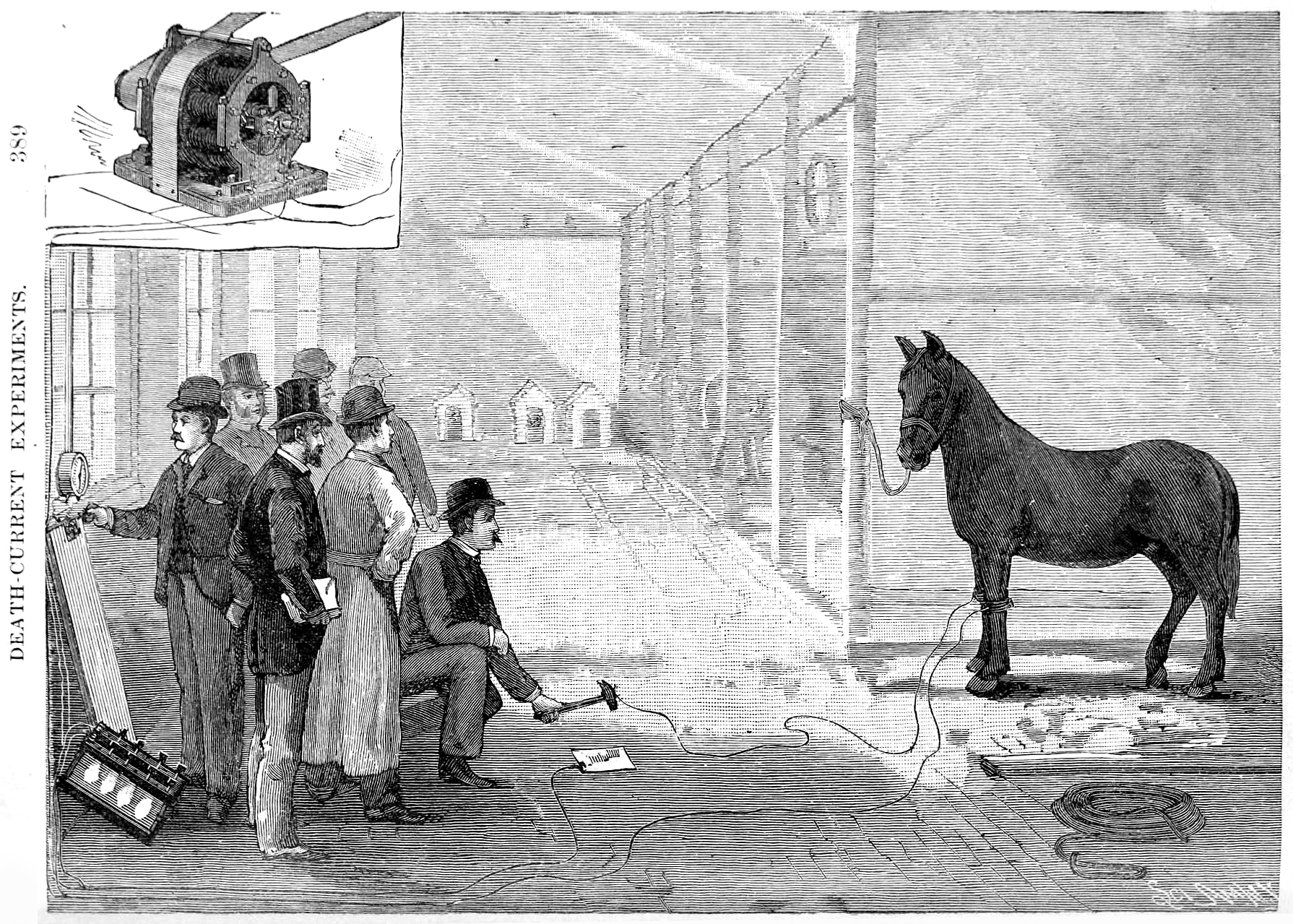
Harold Brown demonstruje smrtící sílu střídavého proudu zabitím koně v Edisonově laboratoři ve West Orange.

Aby bylo možné více přesvědčil výbor, že střídavý proud je „více smrtící“ než stejnosměrný, Brown požádal pokladníka Edison Electric Light Francise S. Hastingse, aby mu umožnil využití laboratoře ve West Orange. Dne 5. prosince 1888 Brown připravil experiment, kterého se zúčastnili zástupci tisku, členové Spolku, předseda komise státu New York pro trest smrti a Thomas Edison. Brown provedl své testy na zvířatech větších než člověk (včetně čtyř telat a chromého koně) a do všech pustil 750 voltů střídavého proudu. Na základě těchto výsledků Spolek na své prosincové schůzi doporučil pro popravu použití 1000–1500 voltů střídavého proudu a noviny poznamenaly, že je to polovina hodnoty napětí používaného v drátech nad ulicemi amerických měst.
Westinghouse kritizoval tyto zkoušky jako neobjektivní a zamýšlené jako přímý útok na střídavý proud. Dne 13. prosince Westinghouse v dopise listu The New York Times vysvětloval, v čem jsou pokusy Browna chybné, a opět tvrdil, že Brown je zaměstnáván Edisonovou firmou. Brownův dopis z 18. prosince tato tvrzení vyvracel a Brown dokonce vyzval Westinghouse k elektrickému souboji: oba duelanti by dostávali elektrické šoky (Brown stejnosměrné, Westinghouse střídavé), jejichž intenzita bude postupně růst, a prohraje ten, kdo se první vzdá. Westinghouse nabídku odmítl.
V březnu 1889, kdy členové Spolku připravovali další sérii testů, která měla určit přesné složení elektrod a jejich umístění, se obrátili na Browna se žádostí o technickou pomoc. Edisonův pokladník Hastings se pro tuto zkoušku neúspěšně snažil získat Westinghousův generátor střídavého proudu. Nakonec testy na zvířatech provedli v Edisonově laboratoři ve West Orange.
V březnu také vrchní dozorce věznic Austin Lathrop požádal Browna, zda by mohl dodávat vybavení pro popravy, jakož i vypracovat návrh elektrického křesla. Brown odmítl navrhnout křeslo, ale souhlasil s tím, že dodá elektrické vybavení. Stát nebyl ochoten platit předem a Brown se zřejmě obrátil na Edison Electric, stejně jako na Thomson-Houston Electric Company, se žádostí o pomoc při získání potřebného zařízení. Nastalo zákulisní manévrování, jehož cílem bylo získat Westinghousovy generátory střídavého proudu, podle všeho s pomocí firmy Edison Electric a Westinghousova hlavního soupeře v oboru střídavého proudu, firmy Thomson-Houston. Thomson-Houston získal tři Westinghousovy generátory tak, že je nahradil novými střídavými generátory vlastní výroby; Edison Electric zřejmě poskytl na tuto transakci finance. Prezident Thomson-Houston Charles A. Coffin měl přinejmenším dva důvody pro získání Westinghousových generátorů: nepřál si, aby byly výrobky jeho společnosti spojovány s trestem smrti a chtěl mít k dispozici jeden generátor, aby mohl vyvrátit Westinghousovo tvrzení, že jeho generátory jsou o 50 % účinnější.
Totéž jaro Brown publikoval brožuru „Srovnání nebezpečí ohrožení života střídavým a stejnosměrným elektrickým proudem“ s podrobnostmi o pokusech na zvířatech, provedených v Edisonově laboratoři, a tvrdil, že výsledky ukazují, že střídavý proud je daleko nebezpečnější. Tato 61stránková profesionálně vytištěná brožura (pravděpodobně placená Edisonovou firmou) byla zaslána vládním úředníkům, novinám a podnikatelům ve městech s populací nad 5000 obyvatel.

### Kemmlerovo odvolání

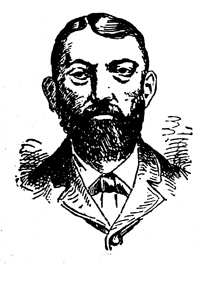
William Kemmler byl jako první odsouzen k smrti na elektrickém křesle.

V květnu 1889 byl k popravě na elektrickém křesle odsouzen newyorský obchodník William Kemmler. Poprava se měla uskutečnit 24. června 1889, ale byla odložena, protože na základě tvrzení, že poprava elektřinou jako krutý a neobvyklý trest odporuje ústavě, bylo podáno odvolání. Noviny usuzovaly, že drahý, známý a politicky aktivní právník, který odvolání podal, William Bourke Cockran, jedná ve shodě s firmou Westinghouse.
Během zjišťovacích slyšení konaných po celém státě, počínaje dnem 9. července v New Yorku, Cockran využil své zběhlosti v řečnictví a vedení výslechu k útokům na Browna, Edisona a jejich příznivce. Jeho strategií bylo přesvědčit přítomné, že Brown zfalšoval svou zkoušku smrtící síly střídavého proudu, a dokázat, že elektřina nezpůsobí jistou smrt a pouze povede k mučení odsouzeného. U výslechu zpochybnil Brownovo vzdělání v elektrickém oboru a opět zmínil možnou tajnou dohodu mezi Brownem a Edisonem, kterou Brown ovšem opět popřel. Obě strany nechaly předvolat mnoho svědků, aby přednesli své neověřené zprávy o kontaktu s elektřinou, a lékařští experti předložili fakta o lidské nervové soustavě a elektrické vodivosti kůže. Brown byl obviněn z manipulování testů na zvířatech, zejména z toho, že zatajil fakt, že používal slabý stejnosměrný proud a silný střídavý proud. Slyšení se na jeden den přesunulo do Edisonovy laboratoře ve West Orange, kde měly být provedeny demonstrace týkající se elektrického odporu kůže. Přitom se Brown málem popral s Westinghousovým zástupcem, jehož obvinil, že se v laboratoři pokouší o průmyslovou špionáž. Noviny zaznamenaly, že často protichůdná svědectví vyvolávají u veřejnosti pochybnosti o zákonu o popravě elektrickým proudem. Edison poté jednoznačně prohlásil, že 1000 voltů střídavého proudu snadno zabije kteréhokoli člověka, čímž část veřejnosti uklidnil.
Soudce Edwin Day rozhodl 9. října 1889 v neprospěch Kemmlerova odvolání a Nejvyšší soud USA 23. května 1890 zamítl druhé odvolání.
Když bylo 6. srpna 1890 elektrické křeslo poprvé použito, přítomní technici chybně odhadli napětí potřebné k zabití odsouzeného. Po prvním elektrickém šoku Kemmlerovo srdce stále ještě pracovalo. Exekuce musela být opakována a přítomný reportér ji popsal jako „děsivou podívanou, mnohem horší než oběšení.“ George Westinghouse poznamenal: „Udělali by lépe, kdyby použili sekyru.“ Na pět následujících exekucí, které byly provedeny v červenci a prosinci 1891, novináři už pozváni nebyli.

### Odhalení Brownovy tajné dohody
Dne 25. srpna 1889 New York Sun otiskl článek s titulkem:
STYĎTE SE, BROWNE! – Skandální fakta o plánu na zabíjení elektřinou; Podivná práce pro státního odborníka; Placen jednou elektrickou společností, aby poškodil druhou
Článek byl založen na 45 dopisech, ukradených z Brownovy kanceláře, z nichž vyplývala fakta o Brownově spolupráci s firmami Thomson-Houston a Edison Electric. Většinu dopisů tvořila korespondence mezi Brownem a Thomson-Houston ohledně získání tří Westinghousových generátorů pro stát New York, jakož i použití jednoho z nich ve zkoušce účinnosti. Dopisy také ukázaly, že Brown obdržel od Edison Electric 5000 dolarů na nákup přebytečných Westinghousových generátorů od Thomson-Houston. Další údaje o Edisonově účasti byly obsaženy v dopisech od Edisonova pokladníka Hastingse, v nichž žádal Browna, aby rozeslal (na firemní útraty) pamflety proti střídavému proudu všem zákonodárcům státu Missouri; v jiném dopise Brown požadoval, aby Edison poslal doporučující dopis radnici města Scranton v Pensylvánii, a jinde Edison a Arthur Kennelly instruovali Browna pro jeho nadcházející svědectví ve věci Kemmlerova odvolání.
Brown se nenechal tímto odhalením zastavit a charakterizoval své úsilí odhalit Westinghouse příměrem: „Jdu po kupci, který prodává jed a vydává jej za cukr.“

### Smrt Johna Feekse a panika zdrátů

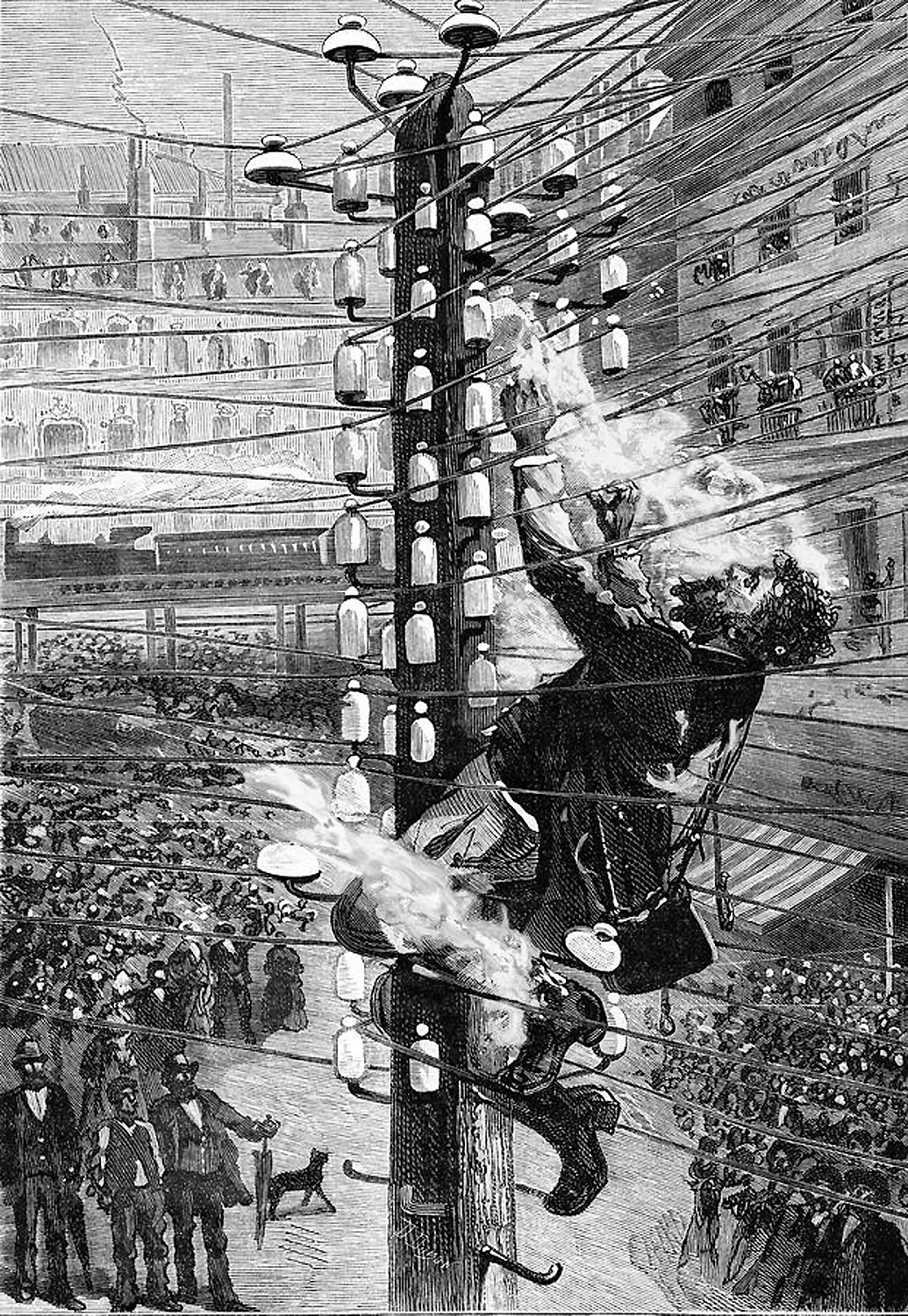
Smrt montéra Johna Feekse vedla k tomu, že byly konečně prosazeny zákony, které přikázaly přesunout vedení pod zem.

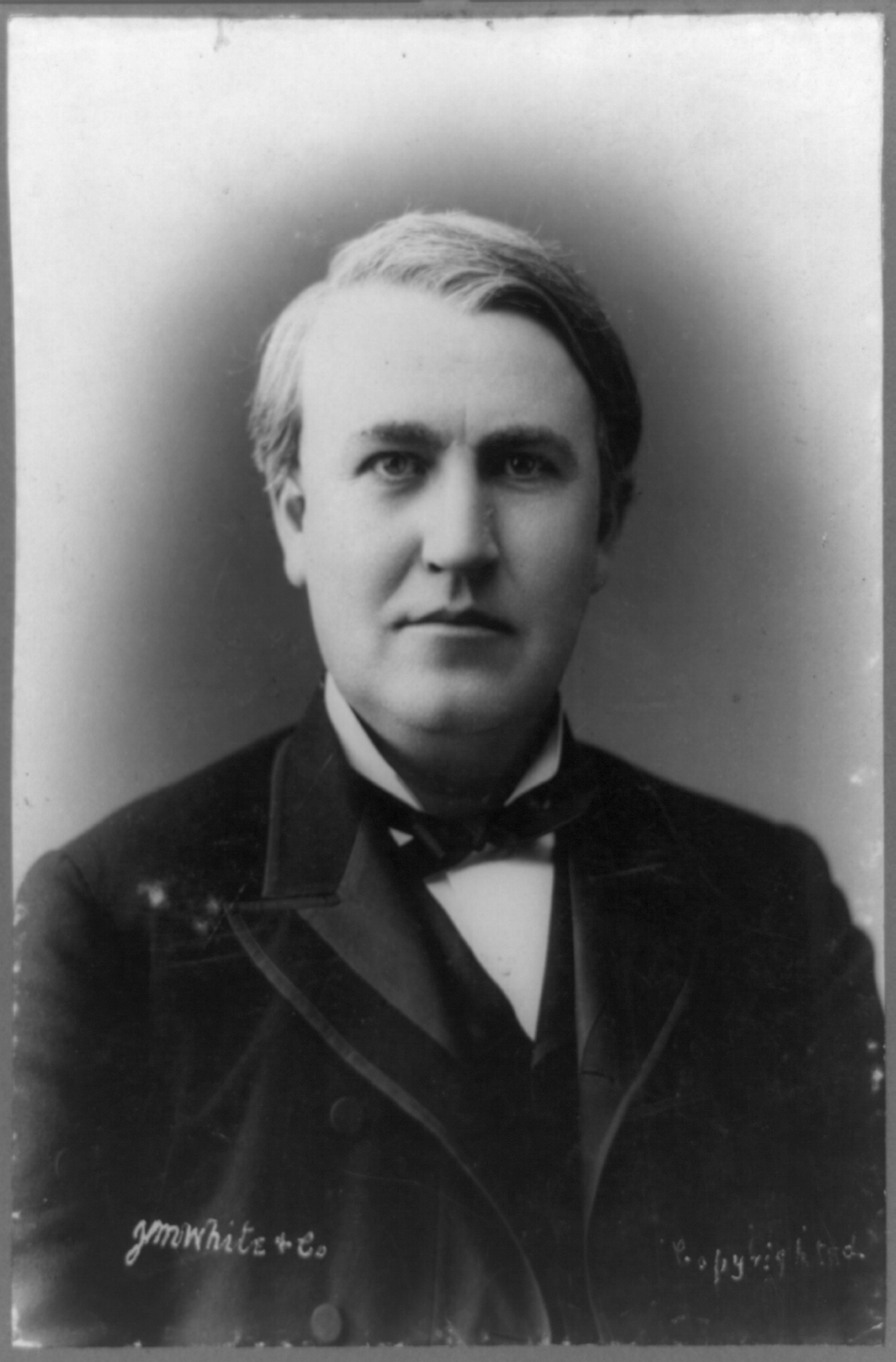
Po Feeksově smrti Edison poprvé veřejně odsoudil střídavý proud.

V roce 1889 byla zaznamenána další série úmrtí připisovaných střídavému proudu. Mezi oběťmi byl montér v Buffalu, čtyři montéři v New Yorku a newyorský obchodník ovocem, který zahynul, když zavadil reklamní vývěskou o vedení. Starosta města Hugh J. Grant na setkání s Newyorskou radou pro regulaci elektřiny a elektrickými společnostmi odmítl tvrzení, že střídavé linky jsou naprosto bezpečné, slovy, že „o všech, kdo se jich dotknou, se dozvídáme od koronera“. Dne 11. října 1889 kolem poledne v rušné čtvrti Manhattan pracoval John Feeks, montér společnosti Western Union, vysoko nad zemí ve spleti nadzemních vedení, v níž se měly nacházet jen telegrafní linky o nízkém napětí. Sáhl na drát, o kterém netušil, že se o mnoho bloků dále dotkl vysokonapěťového střídavého vedení. Proud vešel do jeho těla nechráněnou pravou rukou a vystoupil levou okovanou lezeckou botou. Feeks byl téměř okamžitě zabit; jeho tělo se zachytilo ve změti drátů, kde jiskřilo a doutnalo více než půl hodiny, zatímco se dole shromáždil zděšený dav. Nebylo zjištěno, odkud pocházel proud, který Feekse zabil, poblíž ale vedly linky United States Illuminating Company.
Feeksova smrt, kterou vidělo mnoho lidí, vyvolala novou vlnu obav z elektrického vedení v ulicích; nastalo období tzv. „paniky z drátů“ („Electric Wire Panic“). Zdálo se, že hlavní díl viny nese Westinghouse, protože předtím koupil mnoho osvětlovacích firem a lidé předpokládali, že Feeksovu smrt zavinila některá z jeho dceřiných společností. Noviny se po Feeksově smrti připojily k veřejnému pobouření, poukazovaly, že lidské životy „jsou pro tento monopol levnější než izolované dráty“ a vyzývaly, aby manažeři střídavých společností byli obviněni ze zabití. 13. října 1889 neworleanský list Times-Picayune poznamenal: „Smrt se nezastaví u dveří, ale vchází přímo do domu, a možná v okamžiku, kdy zavíráte dveře nebo pouštíte plyn, budete zabiti.“ Harold Brown byl téměř přes noc rehabilitován; noviny a časopisy usilovaly o rozhovor s ním a reportéři jej sledovali při pochůzkách New Yorkem, na nichž měřil, kolik proudu uniká ze střídavého elektrického vedení.
V této chvíli se Thomas Edison poprvé zapojil do veřejné diskuse. V listopadu 1889 odsoudil střídavý proud v článku v North American Review s názvem „Nebezpečí elektrického osvětlení“ („The Dangers of Electric Lighting“). Edison zastával názor, že není řešením vedení vysokého napětí zakopat, neboť by se tím úmrtí jen přesunula do podzemí a vedení by zůstávalo „trvalou hrozbou“, protože možné zkraty s jinými linkami by ohrožovaly lidské domovy a životy. Uvedl, že jediný způsob, jak učinit střídavé rozvody bezpečné, je omezit jejich napětí a slíbil, že dokud on o tom rozhoduje, Edison Electric nikdy střídavý proud nepřijme.
George Westinghouse se náhle octl v roli „padoucha“, jenž se snaží bránit střídavé vodiče zavěšené na sloupech, o nichž ví, jak jsou nebezpečné; neobratně reagoval na dotazy reportérů, když se snažil poukázat na všechny ostatní věci ve velkém městě, které podle něj byly nebezpečnější. Následující měsíc si ve své odpovědi otištěné v North American Review vedl lépe a zdůraznil, že jeho systém s transformátory ve skutečnosti používá v domácnostech nižší napětí než systém Edisonův. Poukázal také na 87 úmrtí způsobených během jednoho roku tramvajemi a plynovým osvětlením v porovnání s pouhými pěti náhodnými smrtelnými úrazy proudem a zdůraznil, že v domácnostech se nevyskytlo ani jedno úmrtí připsané střídavému proudu.
Vzhledem k tomu, že k Feeksově smrti došlo v blízkosti newyorských vládních budov, bylo v davu mnoho městských radních a hrůzostrašný případ je přiměl přijmout zákon o přesunutí elektrických vedení do podzemí. Rozvodné firmy ještě dosáhly vydání soudního příkazu, díky němuž nemusely své linky demontovat okamžitě, ale i tak vypnuly do vyřešení situace většinu svého osvětlení, což uvrhlo mnoho ulic New Yorku do tmy. Legislativa vyžadující odpojení všech nadzemních inženýrských sítí byla nakonec potvrzena výrokem Nejvyššího soudu státu New York v prosinci. Nadzemní střídavé linky byly odpojeny, což znamenalo, že mnoho ulic New Yorku zůstalo po zbytek zimy beze světla, neboť radní napojení na Tammany Hall, politické uskupení proslulé korupcí, se o výstavbu podzemních vedení příliš nestarali.

## Válka proudů končí
Westinghouse sice zaznamenal ztráty, pokud šlo o veřejné mínění, ale válka proudů postupně slábla a stejnosměrný proud v ní prohrával. Byl to zčásti i důsledek Edisonova odchodu z oboru. Když fúzí v roce 1889 vznikla společnost Edison General Electric, Edison ztratil majoritu a jeho vliv výrazně poklesl. V roce 1890 řekl prezidentu Villardovi, že podle jeho názoru je čas odejít z elektrického podnikání a přesunout se k projektu zušlechťování železné rudy. Edisonův dogmatický odpor proti střídavému proudu už neměl ve společnosti rozhodující vliv. V roce 1889 vlastní dceřiné společnosti Edison Electric lobbovaly za začlenění střídavého přenosu do svých systémů a v říjnu 1890 firma Edison Machine Works začala vyvíjet zařízení na bázi střídavého proudu.
Když Edison odešel ze scény, spěla válka proudů k definitivnímu závěru, jímž byla velká konsolidace v elektrickém odvětví. Prezident Villard, který stál za dohodou, jíž vznikla firma Edison General Electric, soustavně pracoval na myšlence sloučení buď s Thomson-Houston nebo s Westinghousem. V roce 1891 postřehl dobrou příležitost. Trh byl v celkovém poklesu a všechny společnosti trpěly nedostatkem hotovosti. Villard jednal s firmou Thomson-Houston, která teď byla největším konkurentem Edison General Electric. Thomson-Houston měl ve zvyku šetřit prostředky na rozvoj tím, že kupoval (a někdy porušoval) patenty. Patentové konflikty ochromovaly růst obou společností a představa úspor nákladů za zhruba 60 probíhajících soudních sporů, jakož i snížení ztrát z obchodní války, v níž konkurenti často prodávali pod výrobními náklady, činila tuto fúzi lákavou v očích finančníků. Edison tento plán viděl nerad a stavěl se proti, ale Villard soudil, že jeho společnost, která nyní u soudů vyhrávala spory o žárovkové patenty, má takovou pozici, že si v jakékoli fúzi bude moci diktovat podmínky. Ale Villard se v tomto bodě přepočítal. Výbor finančníků, jehož členem byl J. P. Morgan, připravoval konečnou dohodu počátkem roku 1892. Podle Morganova názoru z účetních knih vyplynulo, že Thomson-Houston je z obou společností silnější. Morgan zorganizoval a 15. dubna 1892 oznámil zákulisní dohodu, v jejímž důsledku nově vzniklou společnost (s názvem General Electric) ovládl management Thomson-Houston. Edison, jehož jméno bylo z názvu vypuštěno, se o dohodě dozvěděl den předtím, než byla uzavřena.
Z patnácti elektrických podniků, které existovaly před pěti lety, tak zbyly dva: General Electric a Westinghouse. Válka proudů skončila a fúzí Edison General Electric a Thomson-Houston vzniklo uskupení, které ovládalo tři čtvrtiny elektrického trhu v USA. Od této chvíle jak General Electric, tak Westinghouse dodávali elektrické systémy založené na střídavé technologii. Edison na sobě na veřejnosti nedal nic znát a poznamenal, že jeho akcie se díky fúzi zhodnotily, ale v soukromí těžce nesl, že jeho společnost i se všemi patenty převzala konkurence.

### Dozvuky
I když spory mezi společnostmi skončily finanční fúzí, nesoulad mezi stejnosměrným a střídavým proudem si vynutil dlouhé období postupné technické integrace. Velké elektrárny bylo třeba propojit se stávajícími různorodými systémy, k nimž patřily jednofázové a vícefázové střídavé rozvodné systémy, sítě nízkého napětí pro žárovkové osvětlení, sítě vysokého napětí pro obloukové lampy a stejnosměrné motory v továrnách a tramvajích. Technologické rozdíly byly dočasně řešeny rotačními měniči, které umožňovaly ke střídavé síti připojit existující systémy.
V roce 1891 Mezinárodní elektrotechnická výstava ve Frankfurtu nad Mohanem, která trvala pět měsíců a viděl ji více než milion návštěvníků, představila první dálkový přenos třífázového elektrického proudu o vysokém výkonu. Proud, přivedený ze 175 km vzdálené elektrárny v Lauffen am Neckar, na výstavě napájel motory a osvětlení. Když výstava skončila, elektrárna v Lauffen zůstala v provozu a dodávala elektřinu do města Heilbronn. Díky této úspěšné zkoušce se střídavý třífázový proud v Německu stal de facto standardem.
V květnu 1892 Westinghouse Electric díky nízké nabídkové ceně porazil General Electric ve výběrovém řízení na elektrifikaci Světové výstavy v Chicagu. Sice nedosáhl zisku, ale díky předvedení bezpečného, účinného a pružného univerzálního systému střídavého proudu, který napájel rozmanité elektrické systémy, vyhrál koncem roku tendr na vybudování elektrárny u Niagarských vodopádů. General Electric v tomto projektu získala smlouvy na vybudování střídavých přenosových linek a transformátorů. O další zakázky u Niagarských vodopádů se Westinghouse Electric dělil se společností General Electric, která rychle doháněla své zpoždění na poli střídavých technologií. Zasloužil se o to mimo jiné Charles Proteus Steinmetz, pruský matematik, jenž jako první postavil technologii střídavého proudu na pevný matematický základ.
Patentové spory stále překážely oběma společnostem v rozvoji a způsobovaly jim finanční ztráty, a proto v roce 1896 J. P. Morgan přiměl obě společnosti uzavřít dohodu o sdílení patentů, která pak platila 11 let.
V roce 1897 Edison prodal zbývající podíl ve společnosti Edison Electric Illuminating, aby mohl financovat svou první továrnu na zušlechťování železné rudy. V roce 1908 řekl Edison Georgi Stanleymu, synu vynálezce transformátoru Williama Stanleyho: „Řekněte svému otci, že jsem se mýlil,“ čímž pravděpodobně přiznával, že potenciál střídavého proudu podcenil.
Někdy se Edisonovi klade za vinu usmrcení slonice Topsy elektrickým proudem v roce 1903. K tomu však došlo deset let po skončení války proudů a není doloženo, že by se Edison v případu nějak osobně angažoval, i když exekuci zaznamenala na film společnost Edison Manufacturing Co.